# Elmore Sarles
Elmore Yocum Sarles (15 janvier 1859 - 14 février 1929) était un homme politique américain qui fut le neuvième gouverneur du Dakota du Nord de 1905 à 1907. Il fut également maire d'Hillsboro de 1900 à 1902.

### Source
- (en) Cet article est partiellement ou en totalité issu de l’article de Wikipédia en anglais intitulé « Elmore Y. Sarles » (voir la liste des auteurs).